# Жердев, Глеб Сергеевич
Глеб Сергеевич Жердев (бел. Глеб Сяргеевіч Жэрдзеў; род. 18 мая 2000, Минск) — белорусский футболист, полузащитник «МЛ Витебск».

## Клубная карьера

### «Минск»
Воспитанник школы футбольного клуба «Минск». С 2017 года начал выступать за дублирующий состав в турнире дублёров и привлекаться к тренировкам с основной командой. 27 июля 2018 года сыграл свой первый матч за «Минск». В игре 1/16 финала кубка страны с «Лидой» Жердев вышел на поле во втором тайме, заменив Евгения Шевченко. В 2018 и 2019 годах принимал участие в Юношеской лиге УЕФА. Дебютировал в турнире 3 октября в первом матче первого раунда пути национальных чемпионов против венгерского клуба «Иллеш Академия». Впервые появился на поле в рамках чемпионата Беларуси 26 апреля 2019 года в игре с БАТЭ.

#### Аренда в «Нафтан»
Сезон 2020 года начал на правах аренды в новополоцком «Нафтане». Первую игру в его составе сыграл в первом туре нового сезона Первой лиги с «Гомелем». 2 мая в игре с другим гомельским клубом «Локомотивом» забил свой первый мяч в профессиональной карьере. Сыграв 10 игр в составе «Нафтана», Жердев вернулся в «Минск» для участия в Высшей лиге.

#### Аренда в «Славию-Мозырь»
В апреле 2021 года отправился в аренду в мозырьскую «Славию». 24 октября 2021 года отметился голевым дублем в ворота «Минска», играя за «Славию» на правах аренды из «Минска». По итогу сезона 2021 года стал обладателем награды, как игрок, который забил лучший гол в Высшей Лиге.

### «Славия-Мозырь»
В феврале 2022 года комитет по статусу и переходам футболистов АБФФ подтвердил статус игрока как свободного агента без выплаты компенсации «Минску» за подготовку и обучение футболиста. Вскоре футболист стал полноценным игроком мозырьской «Славии». Первый свой матч в сезоне сыграл 20 марта 2022 года против борисовского БАТЭ. Первыми голами в сезоне отметился 17 апреля 2022 года против «Витебска», отметившись в данном матче дублем. В ноябре 2022 года был признан лучшим игроком 29 тура Высшей Лиги. По итогу сезона стал лучшим бомбардиром клуба c 13 голами во всех турнирах. В ноябре 2022 года покинул клуб по окончании срока действия контракта.

### «Бней Иегуда»
В январе 2023 года к футболисту проявлял интерес казахстанский «Тобол». Позже появилась информация, что футболист станет игроком израильского клуба «Бней Иегуда». Вскоре футболист официально присоединился к израильскому клубу. Дебютировал за клуб 3 февраля 2023 года в матче против клуба «Маккаби» (Кабилио Яффа), выйдя на замену на 87 минуте. Дебютный гол за клуб забил 3 марта 2023 года в матче против клуба «Ирони» (Тверия). По окончании сезона покинул клуб. В свой актив за клуб футболист успел записать 2 забитых гола.

### «Динамо» Минск
В июне 2023 года появилась информация, что футболистом интересовались азербайджанские клубы. В июле 2023 года к футболисту также стали проявлять интерес борисовский БАТЭ и минское «Динамо». Вскоре футболист официально присоединился к минскому клубу. Вместе с клубом сразу же отправился на квалификационные матчи Лиги конференций УЕФА. Однако сам футболист в обоих матчах в еврокубковом турнире не участвовал. Дебютировал за клуб 28 июля 2023 года в матче Кубка Беларуси против «Осиповичей», отличившись забитым дублем. По итогу сезона футболист стал победителем чемпионата.
В январе 2024 года футболист продлил контракт с минским клубом ещё на сезон. Новый сезон футболист начал 2 марта 2024 года с поражения за Суперкубок Беларуси, где в серии пенальти уступили жодинскому «Торпедо-БелАЗ».

## Международная карьера
В октябре 2020 года был вызван в юношескую сборную Беларуси по 20 лет.
В ноябре 2021 года был вызван в молодёжную сборную Беларуси. Дебютировал за сборную 16 ноября 2021 года против Лихтенштейна, заменив на 73 минуте матча Владислава Морозова. В марте 2022 года снова был вызван в сборную для отборочных матчей на молодёжный Чемпионат Европы.

## Клубная статистика
| Выступление      | Выступление      | Выступление      | Лига | Лига | Кубки | Кубки | Конт. кубки | Конт. кубки | Итого | Итого |
| Клуб             | Лига             | Сезон            | Игры | Голы | Игры  | Голы  | Игры        | Голы        | Игры  | Голы  |
| ---------------- | ---------------- | ---------------- | ---- | ---- | ----- | ----- | ----------- | ----------- | ----- | ----- |
| Минск            | Высшая лига      | 2018             | 0    | 0    | 1     | 0     | 0           | 0           | 1     | 0     |
| Минск            | Высшая лига      | 2019             | 8    | 0    | 1     | 0     | 0           | 0           | 9     | 0     |
| Минск            | Высшая лига      | 2020             | 3    | 1    | 0     | 0     | 0           | 0           | 3     | 1     |
| Минск            | Итого            | Итого            | 11   | 1    | 2     | 0     | 0           | 0           | 13    | 1     |
| → Нафтан         | Первая лига      | 2020             | 10   | 3    | 1     | 1     | 0           | 0           | 11    | 4     |
| → Нафтан         | Итого            | Итого            | 10   | 3    | 1     | 1     | 0           | 0           | 11    | 4     |
| → Славия-Мозырь  | Высшая Лига      | 2021             | 23   | 4    | 1     | 1     | 0           | 0           | 24    | 5     |
| → Славия-Мозырь  | Итого            | Итого            | 24   | 4    | 1     | 1     | 0           | 0           | 25    | 5     |
| Славия-Мозырь    | Высшая Лига      | 2022             | 29   | 10   | 2     | 3     | 0           | 0           | 31    | 13    |
| Славия-Мозырь    | Итого            | Итого            | 29   | 10   | 2     | 3     | 0           | 0           | 31    | 13    |
| Всего за карьеру | Всего за карьеру | Всего за карьеру | 74   | 18   | 6     | 5     | 0           | 0           | 80    | 23    |

## Достижения
«Динамо» Минск
- Чемпион Беларуси (2): 2023, 2024